# Dion Schneider
D.W.J. (Dion) Schneider (Kerkrade, 31 augustus 1970) is een Nederlands politicus en bestuurder. Hij is lid van de VVD. Sinds 12 juli 2023 is hij burgemeester van Maasgouw.

## Biografie
Schneider was namens de VVD van 2006 tot 2013 gemeenteraadslid en fractievoorzitter van Kerkrade. Van 2013 tot 2021 was hij er wethouder. Vanaf 2018 had hij in zijn portefeuille economische zaken, Euregionale arbeidsmarkt, verkeer & vervoer, duurzaamheid & milieu en afval & reiniging. Voor zijn wethouderschap was hij financieel specialist en zelfstandig ondernemer. Op 29 november 2021 werd hij waarnemend burgemeester van Simpelveld.
Op 12 juli 2023 werd Schneider burgemeester van Maasgouw. Als burgemeester van Maasgouw kreeg hij algemene strategie & samenwerking, burgerparticipatie (coördinatie), veiligheid, crisisbeheersing & handhaving, personeel & organisatie, dienstverlening, communicatie (coördinatie) en informatiebeheer (incl. ICT) in zijn portefeuille. Hij werd bestuurlijk vertegenwoordiger van Maasgouw bij het Servicecentrum MER, de Euregio Rijn-Maas Noord, het College van Arbeidszaken van de VNG, de Stuurgroep Kwaliteit Openbaar Bestuur, het Netwerkberaad van de Samenwerking Midden-Limburg (SML) en Grip op Onbegrip Noord- en Midden Limburg.
Schneider kreeg twee dochters, een vriendin en een bonusdochter.